# Gira Argentina y Mundial 2021-2022: La Vuelta de la Guitarra del Rocanrol
Es la octava gira que realizó el músico argentino Skay Beilinson. Comenzó el 20 de noviembre de 2021 y terminó el 28 de octubre de 2023. Se realizó para recorrer toda su discografía oficial, y estrenar temas nuevos, los cuales forman parte de su nuevo disco a editarse en noviembre. Comenzaron con dos shows en Argentina a fines de 2021, para luego seguir con un concierto en el sur del conurbano bonaerense. Luego participaron del regreso del Cosquín Rock tras dos años, y siguieron recorriendo el país durante gran parte de 2022. Esta gira marcó el regreso a los escenarios tras la pandemia. En medio de esta gira, la banda tocó en provincias que el Flaco no había visitado nunca con su banda anterior. Esta gira se destaca por sus dos shows en el Movistar Arena. Durante 2023 siguieron dando shows, incluida la participación del Flaco en la edición española del Cosquín Rock en junio. Después de dar shows, hicieron dos más en el noroeste argentino, donde el Flaco tocó por primera vez en su carrera. Tras esto, el Flaco terminó de grabar su nuevo disco, el número 8 de su carrera, que sale el 2 de noviembre de 2023 y se titula Espejismos.

## Regreso a los escenarios

### 2021
El 20 de noviembre, el Flaco regresa a los escenarios después de mucho tiempo. Es el primer concierto tras el parate de un año y 8 meses por el confinamiento a causa de la Pandemia de COVID-19 en el país, en el cual, pese a no haber realizado shows, al músico esto no le impidió continuar con su proceso creativo. La última vez del Flaco en escena había sido el 8 de febrero de 2020, en lo que fue, por entonces, la última edición presencial de ese festival. El concierto de regreso tuvo lugar en el Movistar Arena. Allí estrenó dos temas, que son ¡Corre, corre, corre! y Palomas y escaleras, lanzados el 23 de diciembre de 2020 y el 19 de marzo de 2021 respectivamente. Este fue el primer concierto en Buenos Aires tras 5 años, cuando el Flaco presentó en el Microestadio Malvinas Argentinas el 12 de noviembre de 2016 su disco El engranaje de cristal. En este concierto de regreso, la banda debuta como cuarteto, siendo Skay Beilinson y Claudio Quartero los únicos integrantes originales que permanecen hasta la fecha. Por eso, la formación de este concierto fue la siguiente: Skay Beilinson (voz y guitarra eléctrica), Joaquín Rosson (guitarra rítmica), Claudio Quartero (bajo) y Leandro Sánchez (batería). El 11 de diciembre, la banda regresa a Trelew tras 16 años. El último concierto allí había sido el 4 de octubre de 2005 en el marco de la gira de presentación de su segundo disco. Así se despidió el año. Previo al regreso a los escenarios, el Flaco había lanzado otro puñado de temas nuevos, que hasta ahora nunca han sido tocados en vivo. Estos son Un fugaz resplandor (2021, 15 de enero), Carrousel (2021, 23 de abril), Olas (2021, 25 de mayo), Otras puertas, otros mundos (2021, 10 de julio) y El candor de las bestias (2021, 12 de agosto).

### 2022
Comienzan un nuevo año con un concierto en el playón del estadio de Quilmes el 5 de febrero. Tenía planeado regresar el 15 de enero de ese año, con un concierto en Sunchales, pero se suspendió por el incremento brusco de casos de COVID-19. Sin embargo, ese mismo día lanzó su tema La trama invisible, el primer tema del año. El 12 de febrero participa del regreso del Cosquín Rock tras dos años. La última vez fue el 8 de febrero de 2020, antes de que se decretara el encierro. El 23 de abril regresó a Uruguay para tocar en La Trastienda Club. Ya lleva 32 shows realizados en ese país, desde el 22 de julio de 1989 en adelante, a excepción del 22 de mayo de 2020, a causa de la Pandemia de COVID-19 que azotó el país. El 21 de mayo regresa a la Argentina para tocar en el Microestadio Municipal de Belén de Escobar. El 25 de junio toca en el Microestadio Club Alemán de Villa Ballester. Allí se estrena oficialmente el tema El candor de las bestias, lanzado el año anterior. El 9 de julio, el Flaco regresó tras 25 años a Olavarría tras no poder tocar con su banda anterior. El concierto se desarrolló en el Club Estudiantes. Se realizó bajo el lema Se rompió el hechizo, en alusión al tiempo que tardó en tocar en Olavarría después de que su banda anterior haya sido censurada por el intendente local Helios Eseverri. 21 días después, la banda regresó a Rosario para tocar en el Salón Metropolitano por segunda vez consecutiva. Allí se estrena en vivo su tema La trama invisible, lanzado en enero. El 17 de septiembre regresaron tras seis años al Complejo Municipal General San Martín de Junín. El 8 de octubre toca en el Gimnasio del Parque Central de Neuquén. El 21 de octubre se cumplieron 20 años desde que el Flaco lanzó su primer disco solista, y lo festejó con un concierto en la Plaza de la Música. El 12 de noviembre vuelve al Arena Maipú. Despide el año en el lugar donde arrancó la gira de regreso el 20 de noviembre de 2021. Tuvo lugar en el Movistar Arena. Allí se estrenó su tema Yo soy la máquina, lanzado el 13 de octubre. Además, vuelve a sonar, después de 13 años, la canción Presagio. Esta canción no se interpretaba en vivo desde el doblete del 15 y 16 de mayo de 2009 en el ex Teatro Colegiales, actual Teatro Vorterix, en el marco de la gira de presentación de La marca de Caín. Días antes (8 de diciembre) se lanza Inventario, último tema del 2022 y el quinto de su próximo disco. Así se termina el año.

### 2023
Comienza un nuevo año de carrera con un concierto en Low Disco de Sunchales el 4 de febrero. Allí cabe recordar que tenía planeado tocar el 15 de enero de 2022, pero tuvo que suspenderse por lo mencionado más arriba. El último concierto en Sunchales fue el 3 de marzo de 2018 durante la gira de presentaciones de El engranaje de cristal. El 18 de febrero toca por segunda vez consecutiva en el Cosquín Rock junto a otros artistas. El 11 de marzo toca en el Club Sportivo Floresta. Allí tenía planeado tocar el 26 de noviembre de 2022 pero se tuvo que suspender. 14 días después tocaron en el playón del estadio de Quilmes por segunda vez consecutiva. En el concierto, el Flaco le envió un saludo a su ex colega el Indio Solari. El 21 de abril regresa a Uruguay para participar de la edición local del mítico festival argentino Cosquín Rock junto a otros artistas. Este fue el vigésimo cuarto concierto del Flaco en territorio charrúa a modo solista, trigésimo tercero en su cuenta personal. El 13 de mayo vuelve al Microestadio Club Alemán, donde habían tocado el 25 de junio de 2022. El 27 de mayo dio, por ahora, su último show en Argentina, aquel que tuvo lugar en el estadio Unión y Progreso. El 17 de junio vuelve después de 13 años a España para tocar en el Marenostrum Music Castle Park en el marco de la edición española del Cosquín Rock. Tocó junto a La Renga y los locales Marea y Bocanada. La última vez que el Flaco tocó en España había sido durante el mes de febrero de 2010, en el marco de la despedida de su tercer disco. En cambio, La Renga había tocado en ese país en noviembre de 2008 en la presentación de Truenotierra durante siete fechas. El 5 de agosto vuelve después de un tiempo a la Argentina para tocar en el Microestadio Municipal de Maquinista Savio. El último concierto en nuestro país se desarrolló el 27 de mayo de 2023 en Tandil. 15 días después regresaron nuevamente a Olavarría para volver a tocar en el Club Estudiantes. Este fue su segundo show en esa ciudad a un año de su esperada visita del 9 de julio de 2022. Un mes después, la banda vuelve de nuevo al Salón Metropolitano de Rosario. Es ahí donde vuelve a sonar, después de 13 años, el tema La parabellum del buen psicópata. La última vez que este tema sonó en vivo fue el 17 de diciembre de 2010 en Buenos Aires, donde hoy es el Teatro Vorterix, en la presentación de su disco ¿Dónde vas?. Recordemos que Skay Beilinson ya lleva 30 shows en Rosario, desde el 3 de noviembre de 1989 en adelante. En aquella ocasión, el Flaco presentó ¡Bang! ¡Bang! Estás liquidado con su banda anterior en el Club Sportivo América. Antes iba a tocar en el Anfiteatro Calle Angosta, pero el show tuvo que ser suspendido. El 7 de octubre, el Flaco toca por primera vez en Jujuy. El concierto se desarrolló en el Estadio Olímpico de Palpalá. 21 días después, la banda toca por primera vez en Chaco, siendo este el segundo recital en la región. Tuvo lugar en el Microestadio Alejo Gronda. En estas provincias, el Flaco hizo lo que nunca había hecho con su grupo anterior. Así se termina definitivamente la gira.

## Conciertos
| Fecha                    | Ciudad                 | País      | Recinto                               |
| ------------------------ | ---------------------- | --------- | ------------------------------------- |
| América del Sur          |                        |           |                                       |
| 20 de noviembre de 2021  | Buenos Aires           | Argentina | Movistar Arena                        |
| 11 de diciembre de 2021  | Trelew                 | Argentina | Sociedad Rural                        |
| 5 de febrero de 2022     | Quilmes                | Argentina | Estdio Centenario                     |
| 12 de febrero de 2022    | Santa María de Punilla | Argentina | Aeródromo Municipal                   |
| 23 de abril de 2022      | Montevideo             | Uruguay   | La Trastienda Club                    |
| 21 de mayo de 2022       | Belén de Escobar       | Argentina | Microestadio Municipal                |
| 25 de junio de 2022      | Villa Ballester        | Argentina | Microestadio Club Alemán              |
| 9 de julio de 2022       | Olavarría              | Argentina | Club Estudiantes                      |
| 30 de julio de 2022      | Rosario                | Argentina | Salón Metropolitano                   |
| 17 de septiembre de 2022 | Junín                  | Argentina | Complejo Municipal General San Martín |
| 8 de octubre de 2022     | Neuquén                | Argentina | Gimnasio del Parque Central           |
| 21 de octubre de 2022    | Córdoba                | Argentina | Plaza de la Música                    |
| 12 de noviembre de 2022  | Mendoza                | Argentina | Arena Maipú                           |
| 15 de diciembre de 2022  | Buenos Aires           | Argentina | Movistar Arena                        |
| 4 de febrero de 2023     | Sunchales              | Argentina | Low Disco                             |
| 18 de febrero de 2023    | Santa María de Punilla | Argentina | Aeródromo Municipal                   |
| 11 de marzo de 2023      | San Miguel de Tucumán  | Argentina | Club Sportivo Floresta                |
| 25 de marzo de 2023      | Quilmes                | Argentina | Estadio Centenario                    |
| 21 de abril de 2023      | Montevideo             | Uruguay   | Rural del Prado                       |
| 13 de mayo de 2023       | Villa Ballester        | Argentina | Microestadio Club Alemán              |
| 27 de mayo de 2023       | Tandil                 | Argentina | Club Unión y Progreso                 |
| Europa                   |                        |           |                                       |
| 17 de junio de 2023      | Fuengirola             | España    | Marenostrum Music Castle Park         |
| América del Sur          |                        |           |                                       |
| 5 de agosto de 2023      | Maquinista Savio       | Argentina | Microestadio Municipal                |
| 20 de agosto de 2023     | Olavarría              | Argentina | Club Estudiantes                      |
| 23 de septiembre de 2023 | Rosario                | Argentina | Salón Metropolitano                   |
| 7 de octubre de 2023     | Palpalá                | Argentina | Estadio Olímpico                      |
| 28 de octubre de 2023    | Resistencia            | Argentina | Club Sarmiento                        |

## Conciertos suspendidos y/o reprogramados
| Fecha                   | Ciudad, País                     | Lugar                    | Motivo |
| ----------------------- | -------------------------------- | ------------------------ | --- |
| 15 de enero de 2022     | Sunchales, Argentina             | Low Disco                | El concierto se suspendió por el repunte de casos de COVID-19. Se reprogramó para el 4 de febrero de 2023 |
| 14 de agosto de 2022    | Posadas, Argentina               | Umma Disco               | El concierto se suspendió por razones de fuerza mayor. Posiblemente reprogramado                          |
| 26 de noviembre de 2022 | San Miguel de Tucumán, Argentina | Club Floresta            | El concierto se suspendió por razones diversas. Se realizó finalmente el 11 de marzo de 2023              |
| 9 de septiembre de 2023 | Villa Mercedes, Argentina        | Anfiteatro Calle Angosta | El concierto se suspendió por diversos motivos. Posiblemente sería reprogramado                           |

## Países visitados
- Argentina
- España
- Uruguay

## Formación durante la gira
- Skay Beilinson - Voz y guitarra eléctrica (2002-Actualidad)
- Claudio Quartero - Bajo (2002-Actualidad)
- Joaquín Rosson - Guitarra rítmica (2019-Actualidad)
- Leandro Sánchez - Batería (2018-Actualidad)